# Jan Kuhr
Johannes Loduvicus Gerardus (Jan) Kuhr (Eindhoven, 18 november 1919 - aldaar, 1996) was een Nederlands schilder.
Jan Kuhr werd de ‘schilder van feest en spel’ genoemd, wat hij waarschijnlijk te danken heeft aan zijn levendige voorstellingen van circus en theater. In expressief-impressionistische stijl schilderde hij deze artiestenwereld en vele andere scènes met de mens in de hoofdrol: alledaagse taferelen, maar ook portretten en processies. Daarnaast maken landschappen, boomgaarden en voorstellingen van de Bretonse kust deel uit van zijn oeuvre. Kuhr was leerling van de kunstnijverheidsschool in Amsterdam en woonde en werkte een groot aantal jaren in zijn geboortestad Eindhoven, waar hij doceerde aan de Stichting Kunstzinnige Vorming. Hij was een van de oprichters van het kunstcentrum 'De Vrije Expressieven', samen met onder anderen Jan van Gemert en Jean Nies. Werk van hem is in bezit van Museum Kempenland in Eindhoven.
- Biografisch Portaal: 88809641
- International Standard Name Identifier: 0000 0003 9003 2104
- Nederlandse Thesaurus van Auteursnamen: 239677803
- RKD-Nederlands Instituut voor Kunstgeschiedenis: 46757
- Virtual International Authority File: 283557491
- WorldCat: E39PBJfCBWgYjyxHDjKmYtgkDq